# Gregor Paulsson
Nils Bernhard Gregor Paulsson, né le 27 août 1889 à Helsingborg et mort le 14 février 1977 à Viken, municipalité de Höganäs, était un historien de l'art suédois, principalement actif à l'Université d'Uppsala.

## Biographie
Paulsson, qui était le fils d'un maître tailleur, a étudié à l'Université de Lund, où il a obtenu son doctorat en 1915 avec une thèse sur l'histoire de l'art de la Scanie à la Renaissance.
À l'exposition Hemutställningen 1917, Paulsson est commissaire de presse et force motrice. En 1919, il écrit la publication de propagande très acclamée Vackrare vardagsvara pour l'Association suédoise de l'artisanat (Svenska Slöjdföreningen). Dans Vackrare vardagsvara, Paulsson prône l'introduction de l'art dans les usines. Il souhaite que de beaux objets, au design et à la décoration bien pensés, soit à la portée de tous.
Dès 1913, il devient professeur adjoint au Musée national. Puis il est conservateur du musée de 1916 à 1924. Il fut ensuite président de l'Association suédoise de l'artisanat (aujourd'hui appelé Forme Suédoise) de 1920 à 1934. À partir de 1920, il devient professeur associé à l'Université de Stockholm. Il travailla ensuite avec le département des arts et métiers suédois à l'Exposition universelle de Paris en 1925 puis à l'exposition aux USA en 1927. Il fut commissaire général à l'Exposition de Stockholm en 1930 et y prôna le fonctionnalisme. Avec Gunnar Asplund, Wolter Gahn, Sven Markelius, Uno Åhrén et Eskil Sundahl, il a écrit en 1931 le traité Acceptera, qui stipulait que le langage de conception du  fonctionnalisme devait être accepté.
Entre 1934 et 1956, Paulsson a été professeur d'histoire de l'art à l'Université d'Uppsala. En tant qu'historien de l'art, il s'est principalement occupé de problèmes théoriques de l'art et a cherché à clarifier le lien entre l'évolution de l'art et la société. Il a essayé d'apporter à l'art une interprétation psychologique. Par exemple dans Konstverkets byggnad (le bâtiment de Konstverket) qu'il rédige en 1942, où les formes artistiques sont interprétées comme porteuses d'émotions différentes, ou Svensk stad (Ville suédoise) écrit entre 1950 et 1953, où lui et ses collègues ont étudié la dépendance des environnements urbains aux conditions sociologiques.
En 1960, il devient docteur honoris causa de Bâle. En 1961, il a reçu le Grand Prix KTH. Il était marié à Ester Wägner, sœur de l'auteur Elin Wägner.
Ses écrits incluent Den nya arkitekturen (1916), The creative element in art (1923) et Tanke och form i konsten (1933).

### Sources et bibliographie
- (da) Sveriges dödbok 1947-2006, Sveriges Släktforskarförbund, 2007, CD-ROM (ISBN 9-1876-7648-6).